# Pingüí ullgroc
El pingüí ullgroc(Megadyptes antipodes) és un ocell de la família dels esfeníscids i únic membre del gènere Megadyptes (Milne-Edwards, 1880).

## Morfologia
- Fa fins 76 cm de llargària.[2]
- Parts superiors gris pissarra i inferiors blanques.
- Coroneta daurada amb vetes negres. Galtes i barbeta daurades. Gola i costats del coll bruns. Una franja groga des de l'ull cap arrere al voltant de la coroneta.
- Iris groc. Bec color carn, més bru a la punta. Potes pàl·lides.
- Immaturs semblants amb la banda groga únicament als costats del cap.

## Hàbitat i distribució
Ocell d'hàbits pelàgics, que cria en vegetació de zones junt a la mar. Aquestes àrees es troben generalment en petites badies o en zones de capçalera de badies més grans.
Cria a Nova Zelanda, a la costa sud-est de l'illa del Sud, a l'illa Stewart, Auckland i Campbell.